# Coris musume
 Coris musume és una espècie de peix de la família dels làbrids i de l'ordre dels cipriniformes que es troba des del sud del Japó fins a Taiwan.